# Diana Mstiyeva
Diana Mstiyeva –en ruso, Диана Мстиева– (25 de noviembre de 1994) es una deportista rusa que compite en halterofilia. Ganó dos medallas en el Campeonato Europeo de Halterofilia, oro en 2017 y plata en 2019.

## Palmarés internacional
| Campeonato Europeo | Campeonato Europeo | Campeonato Europeo | Campeonato Europeo |
| Año                | Lugar              | Medalla            | Categoría          |
| ------------------ | ------------------ | ------------------ | ------------------ |
| 2017               | Split (Croacia)    | Medalla de oro     | 90 kg              |
| 2019               | Batumi (Georgia)   | Medalla de plata   | 87 kg              |